# Fontaine de Ségur-les-Villas
La fontaine de Ségur-les-Villas est une fontaine située en France sur la commune de Ségur-les-Villas, en région Auvergne-Rhône-Alpes.

## Localisation
La fontaine se trouve sur la place principale du village.

## Historique
En 1872, la commune décide de créer une fontaine publique, alimentée par la déviation de sources du pré Farjou, afin de pallier l’absence d’abreuvoirs dans le bourg.

### Protection
La fontaine est inscrite au titre des monuments historiques par arrêté du 21 août 1992.

## Description
La fontaine en pierre de Volvic se compose d’un bassin circulaire et d’une colonne à quatre jets d’eau jaillissant de masques barbus. Elle est surmontée d’un chapiteau corinthien, d’une coupole décorée, d’un vase et d’un buste de Marianne.